# Proscopiidae

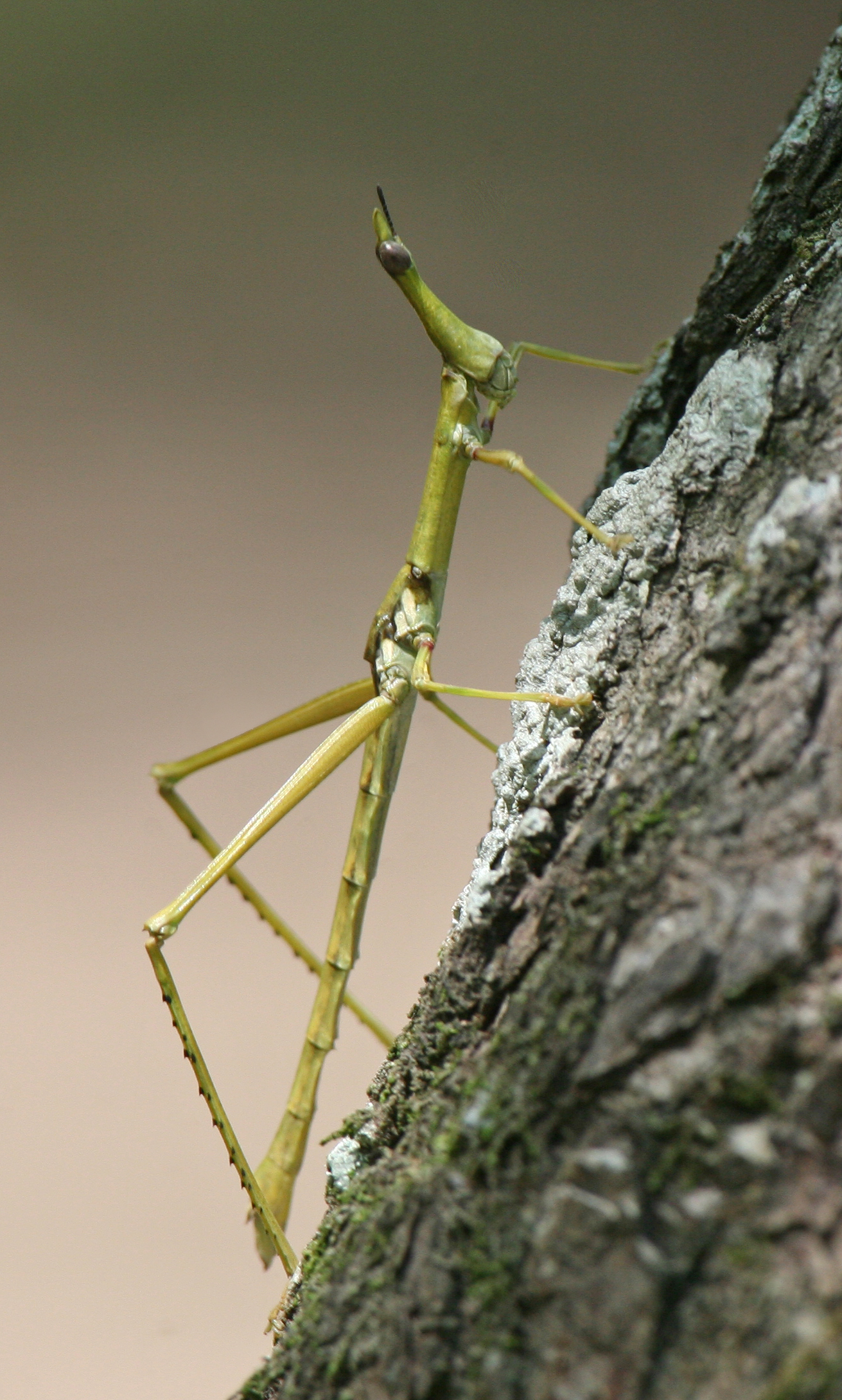
Oidentifierad Proscopiidae.

Proscopiidae är en  familj av neotropiska gräshoppor, som idag  placeras i den egna överfamiljen Proscopioidea, men som tidigare placerades Eumastacoidea, vilket vissa fortfarande gör. Enligt Catalogue of Life omfattar familjen 34 släkten och 225 arter. Arterna påminner något om vandrande pinnar, men är inte alls närbesläktade med dem.  
Arterna inom Proscopiidae är växtätare och vissa har förmåga att orsaka betydande skada på jordbruket. Att identifiera Proscopiidae är extremt svårt på grund av deras nära likhet med ett par andra arter av insekter och det faktum att deras taxonomi är långt ifrån komplett.

## Släkten inom familjen
Familjen delas upp i flera underfamiljen, men många släkten är ännu oplacerade:
- Hybusinae Liana, 1980 (monotypiskt)
  - Hybusa Erichson, 1844
- Proscopiinae Serville, 1838
  - Proscopia Klug, 1820
  - Pseudoproscopia Bentos-Pereira, 2006
  - Scleratoscopia Jago, 1990
  - Tetanorhynchus Brunner von Wattenwyl, 1890
- Xeniinae Liana, 1980
  - Xenium Liana, 1980
- incertae sedis
  - Altograciosa
  - Anchocoema
  - Anchotatus
  - Apioscelis
  - Astroma
  - Astromoides
  - Bazylukia Liana, 1972
  - Bolidorhynchus Jago, 1990
  - Callangania
  - Carbonellis
  - Carphoproscopia
  - Cephalocoema
  - Corynorhynchus
  - Eoproscopia† Heads, 2008
  - Epigrypa
  - Epsigrypa Mello-Leitão, 1939
  - Mariascopia
  - Microcoema
  - Nodutus Liana, 1972
  - Orienscopia
  - Orthophastigia Tapia, 1982
  - Paraproscopia
  - Prosarthria
  - Pseudastroma
  - Pseudoanchotatus
  - Scopaeoscleratoscopia Jago, 1990
  - Stiphra

## Bildgalleri

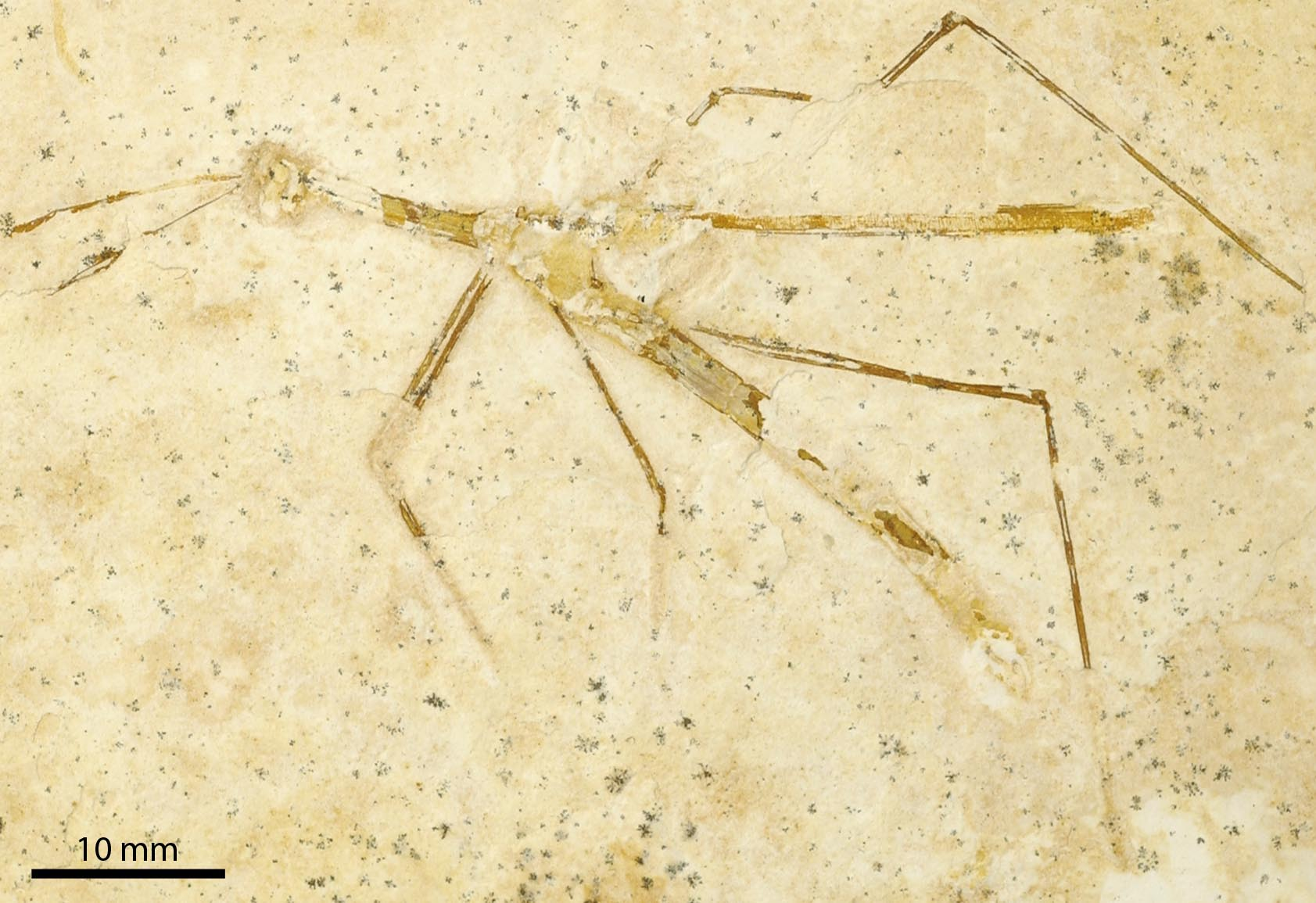
Den utdöda Eoproscopia martilli.
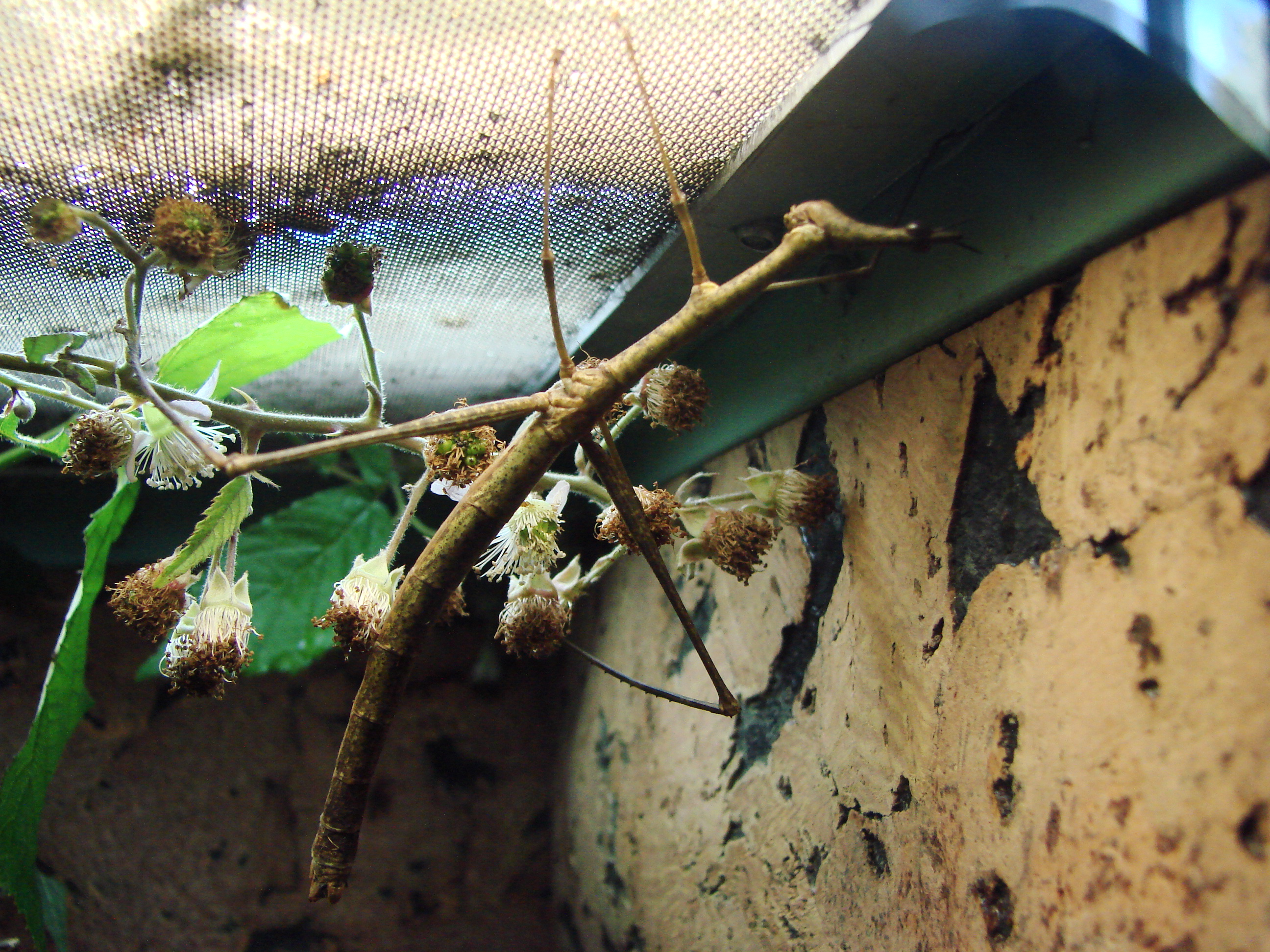
Art av släktet Proscopia.
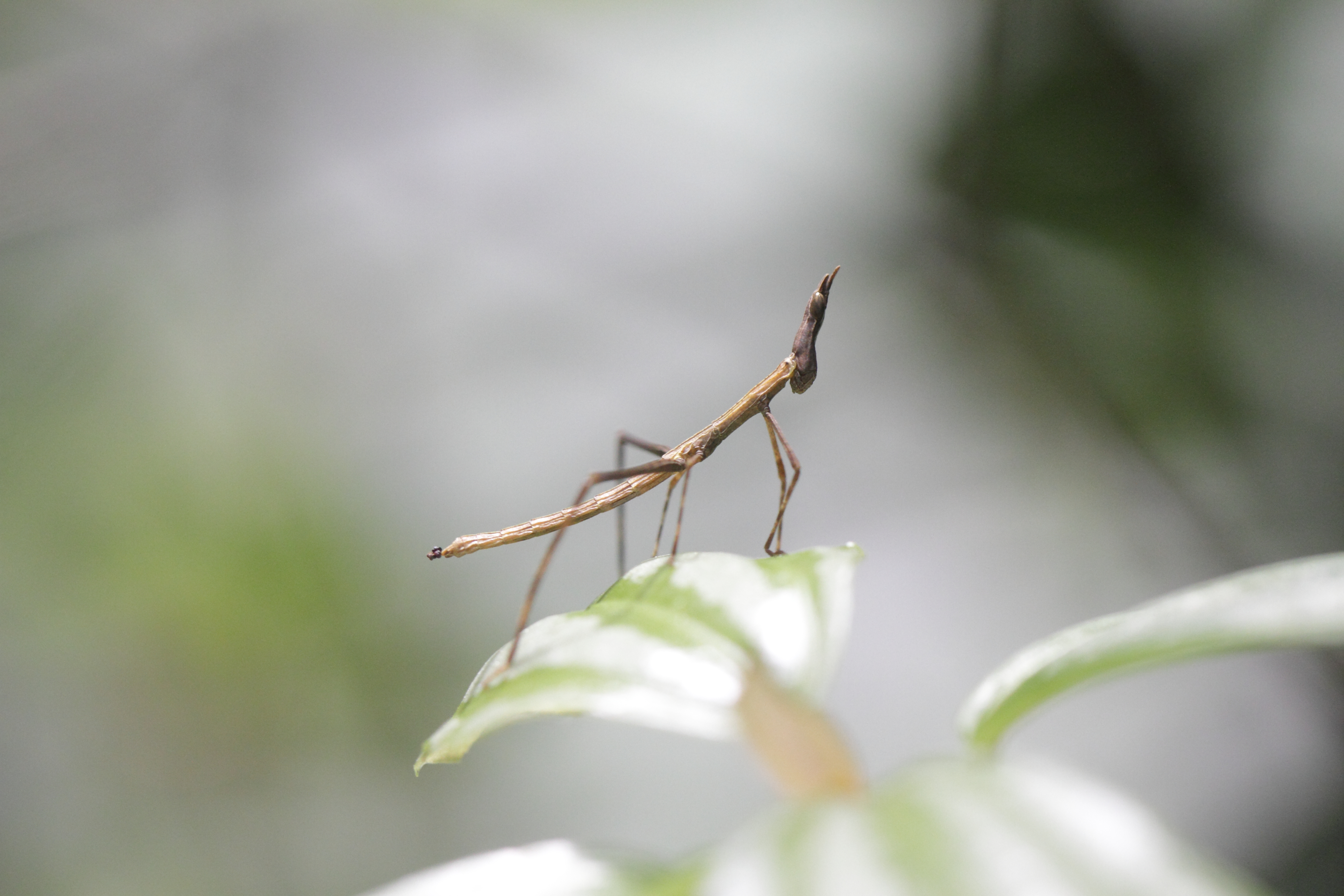
Art av släktet Pseudoproscopia.